# عين المريسة
عين المريسة هو حي ساحلي يقع في العاصمة اللبنانية بيروت، ويُعد جزءًا من منطقة المريسة الأوسع التي تُعتبر واحدة من أبرز المناطق التاريخية والتراثية في المدينة. يتميز الحي بموقعه الاستراتيجي المطل على البحر الأبيض المتوسط، مما يجعله وجهة مميزة تجمع بين العراقة والطبيعة الساحرة.وسميت كذلك نسبة إلى ينبوع ماء عذب كان يوجد عند الشاطئ ويصب في البحر حيثُ ترسوا مراكب الصيّادين.وسُمّيَ الينبوع عين المريّسة أي المرسى الصغير. لعب المريسة البحري دورًا مهمًا في الحياة البحرية لمدينة بيروت، حيث كان نقطة استقبال للسفن الصغيرة ومركزًا لنشاط الصيادين المحليين.

## الموقع والأهمية

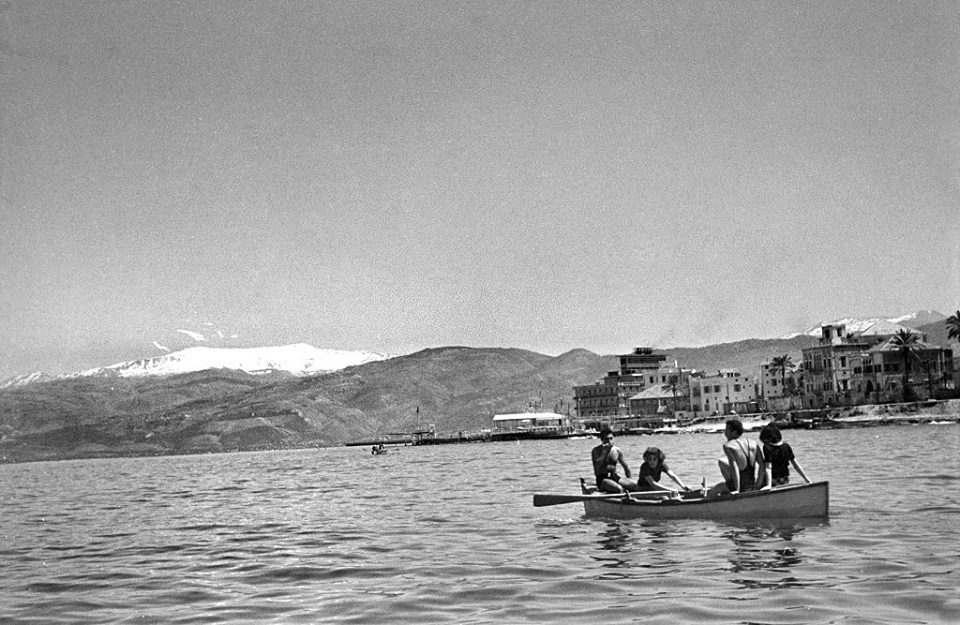
بيروت عين المريسة ويبدو فندق السان جورج عام 1935

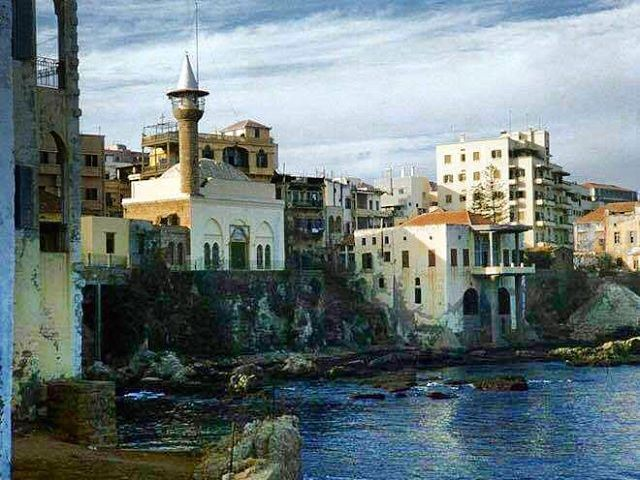
عين المريسة، بيروت - 1970

يقع المريسة البحري على امتداد الواجهة الساحلية الغربية لبيروت، ويجاور أحياء أخرى مثل المنارة ورأس بيروت. يشكل هذا الحي جزءًا من الكورنيش البحري الشهير الذي يُعد وجهة مفضلة للسكان المحليين والزوار للاستمتاع بمشهد البحر وأنشطة الترفيه. يوفر المكان مسارات مخصصة للمشي والركض، بالإضافة إلى إطلالات على البحر. لا يزال الحي يحتفظ ببعض معالم الصيد التقليدي، حيث يمكن رؤية قوارب الصيادين الصغيرة التي تعكس جزءًا من التراث البحري لبيروت. ويزخر المريسة البحري بالمطاعم التي تقدم المأكولات البحرية الطازجة، إلى جانب المقاهي التي توفر جلسات مريحة مطلة على البحر. المريسة البحري ليس مجرد حي ساحلي، بل هو رمز للتواصل بين بيروت والبحر، ويعكس جانبًا من هوية المدينة بوصفها ملتقى للحضارات والنشاطات البحرية. كما يُعد المكان شاهدًا على التحولات التي مرت بها بيروت عبر التاريخ، من مرفأ صغير إلى مدينة حديثة تحتفظ بروحها التقليدية.

## التحديات الحالية
رغم جاذبية المريسة البحري، إلا أن المنطقة تواجه تحديات مثل التوسع العمراني والتلوث البحري. تسعى الجهات المحلية والمجتمع المدني للحفاظ على الطابع التاريخي للمنطقة وتعزيز استدامتها البيئية.

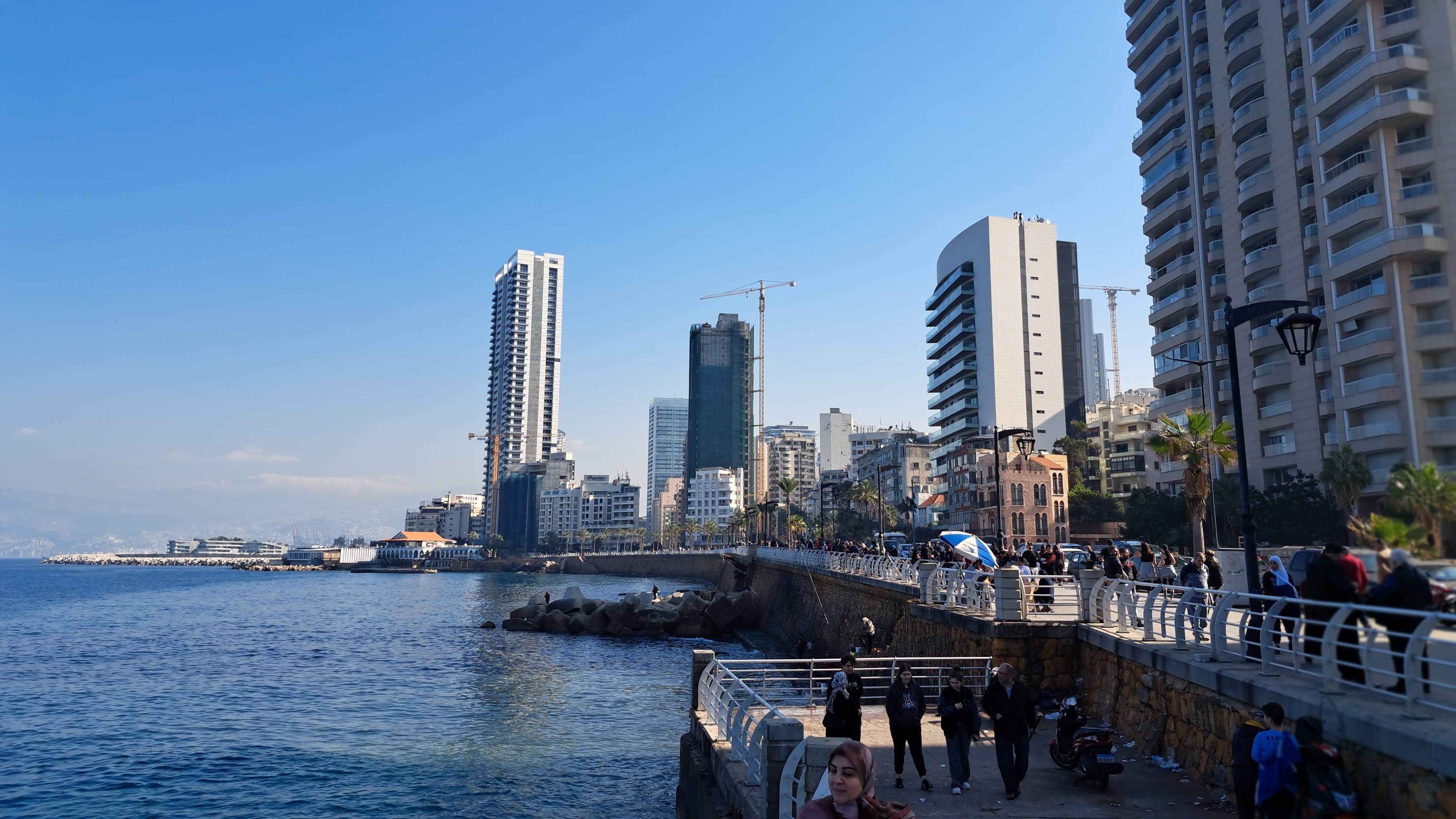
عين المريسة - بيروت